# Volley Treviso 2006-2007

## Risultati ottenuti

### In Italia
- Serie A1: vince in finale contro la Copra Berni Piacenza
- Coppa Italia: vince in finale contro la M. Roma Volley

### In Europa
- European Champions League: perde i quarti di finale contro il Verein für Bewegungsspiele Friedrichshafen

## Rosa
in corsivo i giocatori ceduti durante il campionato